# Walter Gerstenberg
Walter Gerstenberg   (Hildesheim, 26 de desembre de 1904 - Tübingen, 26 d'octubre de 1988) va ser musicòleg alemany i expert en Johann Sebastian Bach, Wolfgang Amadeus Mozart i Franz Schubert.

## Biografia
Gerstenberg va aprovar l'Abitur a Hildesheim el 1923 i va estudiar musicologia, filosofia i alemany a les universitats de Berlín i Leipzig del 1925 al 1929. Del 1929 al 1932 va treballar a la Universitat de Leipzig i Leipzig. Del 1935 al 1940 va ser professor privat, des del 1938 professor d'història de la música alemanya i pràctiques històriques de creació musical a la Universitat de Colònia. El 1940 va ser professor substitut i professor de la Universitat de Rostock. De 1941 a 1948 Gerstenberg va ser professor a la Universitat de Rostock (1946 acomiadament temporal), de 1948 a 1952 professor de musicologia a la "Free University" de Berlín, 1952 a 1970 professor titular de musicologia a la Universitat de Tübingen, al mateix temps rector per un temps (1965/66). Després de la seva jubilació, el 1970, es va convertir en professor honorari a Salzburg el 1974.
Gerstenberg va iniciar la Nova Edició Schubert el 19 de novembre de 1963, en el 135è aniversari de la mort de Franz Schubert, amb la fundació de la "International Schubert Society". V. juntament amb Otto Erich Deutsch.
Entre els seus estudiants hi havia Walther Dürr, Georg von Dadelsen, Rudolf Elvers, Clytus Gottwald, Christoph-Hellmut Mahling i Wolfgang Plath.

## Honors
- 1968: Medalla Mozart de la Comunitat Mozart de Viena[1]
- 1977: Doctor honoris causa per la Universitat de Salzburg

## Partitures (selecció)
- Les composicions per a piano de Domenico Scarlatti. Schiele, Regensburg 1931; també com (= treball de recerca de l'Institut Musicològic de la Universitat de Leipzig. Volum 2, ZDB-ID 2280273-3). Bosse, Regensburg 1933 (amb partitures en un llibret especial; també: Leipzig, Universitat, dissertació, 1931).
- Com a editors amb Heinrich Husmann i Harald Heckmann: Informe sobre el congrés musicològic internacional Hamburg 1956. Bärenreiter, Kassel et al. 1957, OCLC 923543745.
- com a ed. amb Jan LaRue i Wolfgang Rehm: Festschrift Otto Erich Deutsch en el seu 80è aniversari el 5 de setembre de 1963. Bärenreiter, Kassel i altres. 1963, DNB 451247175 (amb bibliografia).